# Carta de Pedro a Felipe
Carta de Pedro a Felipe es el segundo y último escrito del Códice VIII de Nag Hammadi (NH VIII 132-140), y apenas tiene 9 páginas. Con base en los paralelos con el Apócrifo de Juan e Ireneo de Lyon, se sugiere que la Epístola fuera escrita hacia finales del siglo II d. C. o en el siglo III. El escritor presumiblemente escribió en griego, como se aprecia por la presencia de palabras prestadas y expresiones idiomáticas griegas. Finalmente, el tratado griego fue traducido al copto.

## Aspectos literarios
Dirigida por el apóstol Pedro a Felipe el Apóstol, este documento se presenta a sí mismo como una carta, de la misma manera que Epístola de Eugnostos, el Libro Secreto de Santiago, y el Tratado sobre la Resurrección.
Puesto que se presenta como una carta atribuida a Pedro, este documento habrá que relacionarlo con la tradición petrina, una tradición que incluye la primera parte de los Hechos de los apóstoles canónicos, las cartas del Nuevo Testamento atribuidas a Pedro, así como algunos otros documentos, como el Evangelio de Pedro Apócrifo y, de Nag Hammadi, el Apocalipsis de Pedro.

El escritor era un gnóstico cristiano muy versado en la tradición cristiana, que usó e interpretó esa tradición de modo gnóstico. Según las costumbres cristianas y gnósticas con las que el escritor estaba familiarizado, compiló un documento narrativo con un enfoque de revelación. La carta misma fue añadida al principio de este relato para hacer hincapié en el puesto autorizado de Pedro, pero recibió su título actual posteriormente.

Su forma y su contenido, sin embargo, son diálogos gnósticos de revelación como el Diálogo del Salvador, que ponen las enseñanzas típicamente gnósticas en boca del Salvador resucitado. Precisando más, aunque aparece como un diálogo gnóstico, es más un discurso de revelación de Cristo como respuesta a las preguntas planteadas por los apóstoles. Dentro de este diálogo se incluyen materiales que no son cristianos o sólo ligeramente; estos materiales han sido adoptados para incrementar las revelaciones de Cristo.
Por otro lado, además de ser un diálogo de revelación entre el Salvador resucitado y sus discípulos, el texto también atestigua la producción de historias de apariciones de resurrección durante los primeros siglos del cristianismo. 

El contenido doctrinal de las enseñanzas atribuidas al Salvador y la información sobre Pedro, asume las formulaciones típicamente valentiniano, trata de la deficiencia que ocurrió en el Pléroma y el combate dirigido por "los espirituales" contra "los poderes".
La forma del credo presente en 139, 15-21 es excepcionalmente ortodoxo: Nuestro iluminador, Jesús, descendió; fue crucificado; llevó una corona de espinas; fue vestido con una túnica morada; fue atado a un madero, y enterrado en una tumba; y se ha levantado de entre los muertos.
Este credo, sin embargo, es seguido por una interpretación del docetismo: "Mis hermanos: Jesús no conoció este sufrimiento, pero nosotros somos los que hemos sufrido por la trasgresión de la Madre", una interpretación que recuerda las enseñanzas respecto a la pasión contenidas en el Apocalipsis de Pedro y el Segundo Tratado del Gran Set del Códice VII de Nag Hammadi.

## El texto en español
La carta que Pedro mandó a Felipe: ¡Pedro, apóstol de Jesús Cristo, a Felipe nuestro hermano bienamado y nuestro compañero de apostolado, y a los hermanos que están contigo, salud! 
Quiero pues que aprendas, hermano nuestro, que hemos recibido orden de nuestro Dios y Salvador de todo el universo: que nos reuniéramos, para enseñar y de predicar sobre la salvación que nos fue prometida por nuestro Señor Jesús, el Cristo. Pero tú, estuviste lejos de nosotros y, no has expresado el deseo que nos reuniéramos ni has aprendido de qué manera repartirnos para llevar la buena noticia.  ¿ Te gustaría también, hermano nuestro, caminar según los mandatos de nuestro Dios, Jesús? "
Cuando Felipe hubo recibido y leído esta carta, vino a los pies de Pedro, exultando de alegría.
Entonces Pedro reunió a los otros. Subieron al monte que es llamado "de los olivos", el lugar dónde tuvieron la costumbre de juntarse con Cristo, cuando estuvo en cuerpo.
Entonces cuando los apóstoles se hubieron reunido y puestos de rodillas, rogaron así, diciendo:
Padre, Padre, Padre de la luz que posee las Incorruptibilidades. Escúchanos en tu santo hijo, Jesús Cristo. Porque apareció para nosotros una lumbre en las tinieblas. ¡Sí, escúchanos!”
Y ellos de nuevo rogaron, diciendo: Hijo de la Vida, Hijo de la inmortalidad, tú que estás en la luz, Hijo, Cristo de la inmortalidad, nuestro Salvador, fortifícanos, ya que nos cazan para matarnos.
Apareció entonces una gran luz, y la montaña resplandeció por esta manifestación. Y una voz llegó hasta a ellos, diciendo:
Escuchan mis propósitos para que les hable. ¿Por qué me buscan?  Soy Jesús el Cristo que está con vosotros por la eternidad."
Entonces los apóstoles contestaron y dijeron: Señor, queremos comprender la Deficiencia de los Eones y su Plenitud, y su Pléroma:  ¿Cómo somos retenidos en esta casa?  ¿Cómo hemos venido a este lugar? ¿De qué manera saldremos? ¿Cómo poseemos la licencia de hablar valientemente?  ¿Por qué nos combaten los Poderes?"
Entonces una voz les vino de la luz, diciendo:
Ustedes mismos ya les he dicho todas estas cosas. Pero a causa de su incredulidad voy a hablar de nuevo.
Primer punto: De la Deficiencia de los Eones. Tiene lo que es la Deficiencia. 
Cuando la desobediencia y la irracionalidad de la Madre se manifestaron contra el orden establecido por el Padre, quiso suscitar Eones y, cuando habló, surgió el Autades.  Luego, cuando dejó una porción de ella misma, el Autades la agarró, y eso se convirtió en una deficiencia. Tal es la Deficiencia de los Eones. 
Y cuando el Autades recibió una porción, la sembró y estableció Poderes sobre ella y sobre las Autoridades, y él lo encarceló entre los Eones muertos. Y todos los Poderes del mundo se alegraron de haber sido engendrados.   Sin embargo, no conocen lo que es preexistente, ya que son extranjeros. ¡Pero es aquel, el Autades que ha sido dotado con poder y celebrado por las alabanzas! Ahora, el Autades se enorgullece alabando a los Poderes. Llegó a ser falsario y quiso plasmar imagen por imagen y forma por forma.  Y él tomó a los Poderes bajo su autoridad, plasmando cuerpos muertos. Y éste se originó de una falsificación de la idea preexistente. 
Otro punto: De la Plenitud.
Soy yo que he sido mandado en el cuerpo por la semilla que ha caído, y yo he bajado a la muerte. Pero no me reconocieron;  pensaron que fui era un hombre muerto. Y yo hablé con lo que es mío. Y él me escuchó del mismo modo que ustedes me han escuchado hoy.  Y yo les di  poder para entrar en la herencia de su paternidad. Y yo, tomado, fui plenificado en su salvación. Y lo que fue Deficiencia, se convirtió así en Plenitud.
Otro punto: Del hecho que ustedes son encarcelados. 
Ustedes son míos. Si se desvisten de corrupción, entonces, se volverán luz en medio de los muertos.
Otro punto: Ustedes son los que tienen que combatir los Poderes, que no reposan como ustedes, porque no desean que sean salvados."
Los apóstoles se arrodillaron entonces de nuevo, diciendo:
“Señor, enséñanos cómo combatir los Arcontes, ya que los Arcontes están por debajo de nosotros."
Entonces una voz resonó hasta a ellos, venida de lo que les apareció, diciendo: En cuanto a ustedes, tiene cómo combatirlos.  Porque los Arcontes combaten al hombre interior. Ustedes  pues, los combatirán así: reúnanse y enseñen en el mundo la promesa de la salvación y se ciñen el poder de mi Padre y expresan su ruego;  y él, el Padre, les ayudará como les ha ayudado después de haberles ordenado no temer, tal como yo les dije cuando estuve en el cuerpo."
Vinieron entonces en el cielo, un relámpago y un estallido de trueno, y lo que les apareció en este lugar fue llevado al cielo.
Entonces los apóstoles dieron gracias a Dios, y volvieron a Jerusalén.  Y, bajando, intercambiaron propósitos de guardar silencio sobre la luz que sobrevino. Y comenzaron a hablar de Dios.
Dijeron: ¡Si él, nuestro Dios, ha sufrido, a mayor razón, nosotros! “Pedro contestó diciendo: Ha sufrido a causa de nosotros y nos hace falta también sufrir a causa de nuestra pequeñez."
Entonces una voz llegó hasta a ellos, diciendo: Les he dicho varias veces que les hace falta sufrir, que necesitan presentarse en las sinagogas y delante de los gobernadores para que sufran. Al que no sufra tampoco el Padre estará con él.
Los apóstoles se alegraron mucho y bajaron a Jerusalén, luego subieron al Templo. Enseñaron ser salvados en el nombre de Dios y Jesús Cristo;  y curaron a la multitud. 
Y Pedro abrió la boca, y les dijo a sus discípulos: Ciertamente, nuestro Señor Jesús, cuando estuvo en el cuerpo, nos dio señales de cada cosa, porque es él el que ha bajado. Mis hermanos escuchan mi voz.  Y fue llenado espíritu Santo. Lo dijo así: nuestra luz, Jesús, ha bajado y ha sido crucificado y ha llevado una corona de espinas, y se ha revestido con un vestido de púrpura, y ha sido clavado sobre el madero, y ha sido sepultado en una tumba, y ha resucitado de la muerte.
Mis hermanos, Jesús es extranjero a este sufrimiento, pero somos nosotros los que hemos sufrido de la transgresión de la Madre.  Y así, cada cosa, lo ha cumplido de manera parecida en nosotros.  Porque el Señor Jesús, el hijo de la gloria inconmensurable del Padre, es el autor de nuestra vida. Mis hermanos, no escuchan pues a esos bandidos y caminemos en…
Pedro reunió a los otros (apóstoles) diciendo: "nuestro Señor Jesús, Cristo, tú que eres el origen de nuestro descanso, danos el espíritu de ciencia para que, nosotros también, hagamos milagros." Entonces Pedro y los otros apóstoles fueron dotados de visión y fueron llenados espíritu Santo, y cada uno obró curaciones y se repartieron para anunciar al Señor Jesús. Luego se reunieron entre ellos (y) se besaron diciendo: Amén."
Entonces Jesús se les apareció y les dijo: “Que la paz sea con todos ustedes y con quienquiera que crea en mi nombre. Y cuando partan, estén alegres, en gracia y poder. Pero no teman: tienen quien está con ustedes por la eternidad."  Los apóstoles fueron distribuidos para predicar, y partieron en paz con el poder de Jesús.